# Ma'anyan
Les Ma'anyan sont un groupe dayak résidant dans le kabupaten de Barito oriental, dans la province indonésienne de Kalimantan central dans l'île de Bornéo.

## Démographie
En 2000, le nombre des Ma'anyan était de l'ordre de 70 000 personnes. Ils représentent le principal groupe ethnique de l'ensemble dit Barito oriental, à côté d'autres groupes aux membres moins nombreux dispersés notamment dans l'est de leur territoire (tels notamment que les Dusun Deyah, les Samihim, etc.).

## Linguistique
La langue ma'anyan appartient au rameau des langues Grand Barito de la branche malayo-polynésienne des langues austronésiennes.
Une des particularités de ce rameau est qu'il contient également, d'une part les différents parlers malgaches de Madagascar et de Mayotte, d'autre part les langues sama-bajaw, dont font partie les langues parlées par les « nomades de la mer » Bajau.

## Histoire
D'après leurs traditions, les Ma'anyan seraient issus de groupes côtiers de la région de l'actuel Banjarmasin qu'ils auraient abandonné vers le XVe ou XVIe siècle, au moment où celle-ci devint malayophone et musulmane. Et effectivement, les traditions des Banjar, comme se nomment les Malais de la côte sud de Bornéo, reconnaissent volontiers une composante ma'anyan dans la formation de leur groupe, aux côtés d'apports extérieurs malais, javanais ou bugis. Cette ancienne présence côtière semble également être corroborée par le fait que leur langue (avec l'ensemble auquel elle appartient) entretient une étroite parenté avec celles parlées dans l'île de Madagascar, comme le montrent les travaux de comparaison avec notamment le merina (entre 50 et 54 % du vocabulaire de base des deux langues correspondent). On peut en déduire qu'avant de devenir une population « dayak », les ancêtres des Ma'anyan étaient des marins, pratiquant même la navigation hauturière.
Si cette tradition était avérée, cela signifierait que ce serait avec les Ma'anyan que commerçait Java au XIVe siècle. En effet, Banjarmasin figure parmi les "contrées tributaires" du royaume de Majapahit dans l'est de Java que cite le Nagarakertagama, un poème épique écrit en 1365 à l'époque du roi Hayam Wuruk (règne 1350-89). On a en tout cas retrouvé des vestiges de l'époque Majapahit dans la province de Kalimantan du Sud.
Après avoir pratiqué des siècles durant la culture sur brûlis, les Ma'anyan sont maintenant devenus des agriculteurs sédentaires, spécialisés notamment dans la riziculture et l'exploitation de l'hévéa. Dans leur grande majorité, ils se convertirent au protestantisme au cours des premières décennies du XXe siècle. Une petite minorité, de l'ordre de 10 % environ continue cependant à demeurer fidèle au culte ancestral, à travers ce que le jargon officiel qualifie de religion kaharingan, pour désigner tous les cultes "païens". Comme les Ngajus, leurs puissants voisins occidentaux auxquels ils sont assez étroitement liés, les Ma'anyans comptent parmi les groupes dayak les plus occidentalisés de la partie méridionale de Kalimantan.